# Felix von Lichnowsky
Felix Maria Vincenz Andreas von Lichnowsky (1814. április 5. – Frankfurt am Main, 1848. szeptember 19.) herceg, német politikus, Eduard von Lichnowsky legidősebb fia.

## Élete
1834-től 1838-ig a porosz királyt, 1838-tól 1840-ig pedig Don Carlos (1788–1855) spanyol trónkövetelőt szolgálta mint tiszt. Visszatérte után kiadta az Erinnerungen aus den Jahren 1837-39 (Frankfurt, 1841-42, 2 kötet) című művét. Ezek az emlékiratok párbajba keverték Montenegro tábornokkal, mely alkalommal Lichnowsky súlyosan megsebesült. Fölépülése után Lisszabonba utazott és újabb élményeit Portugal, Erinnerungen aus dem Jahr 1842 (Mainz, 1843) cím alatt írta meg. Az első porosz országgyűlésen (1847) mint az urak kúriájának tagja vett részt. Az 1848-as márciusi forradalom kitörésekor Ratiborban választották meg a német nemzetgyűlés tagjává, amelyben a jobbpárton foglalt helyet és mint kiváló szónok és úgyszólván fanatikus legitimista és katolikus csakhamar magára vonta a radikálisok és a néppárt gyűlöletét. A frankfurti fölkelés alkalmával (1848. szeptember 18.) a csőcselék Auerswald tábornokkal együtt a bornheimi úton megtámadta és halálosan megsebesítette.